# Lolita Lempicka
Lolita Lempicka là nhà thiết kế thời trang người Pháp và là người sáng tạo nên thương hiệu nước hoa (tên khai sinh là Josiane Maryse Pividal sinh ra tại Bordeaux, 1954). 

## Lịch sử
Vì ngưỡng mộ công việc làm thợ may của mẹ nên Lolita Lempicka đã tự mình diện đồ cho những cô búp bê Barbie từ năm lên 6 tuổi, khi đến tuổi thiếu niên bà đã tự may quần áo cho riêng mình. Năm 17 tuổi Lolita học thiết kế thời trang tại Studio Bercot. Bà kết hôn với Joseph-Marie Pividal là một nhà thiết kế đồ họa.
Từ đó, Lempick đã xây dựng thương hiệu với mô hình kinh doanh của gia đình. Ba người con gái của Lolita là Elisa Melody (sinh 1975) và hai con gái song sinh Paulina Leonor và Lauren Leslie (1983) đều tích cực tham gia vào Lolita Lempicka. Melodie sống ở New York và chịu trách nhiệm về thương hiệu ở Mỹ trong khi Leonor và Leslie làm việc gần mẹ ở Paris. Lempicka tự mình đã đóng vai trò trong "Prêt-à-porter" và "Quelqu'un De Bien" (Những mảnh ghép của cuộc sống).

## Sự nghiệp

### Ảnh hưởng
Từ năm lên 6, Lempicka đã bị mê hoặc bởi thế giới thần tiên với những nàng công chúa mặc những bộ váy lộng lẫy. Bà được truyền cảm hứng từ truyện thần tiên như Người đẹp và quái vật, Peau d'Âne và những truyện thần thoại của Charles Perrault, cũng như các tạp chí thời trang như Femmes d'Aujourd'hui và Marie Claire.
Khi thiết kế các bộ sưu tập, bà lấy cảm hứng từ Coco Chanel, người mà bà được biết qua chương trình truyền hình Dim Dam Dom của Pháp. Nguồn cảm hứng của bà cũng bắt nguồn từ tác phẩm của các nghệ sĩ như nhiếp ảnh gia David Hamilton, nhà thơ Jean Cocteau, nghệ thuật Tiền Raphael và các họa sĩ trừu tượng như Modigliani, Picasso, Matisse, Gustave Moreau hay Ingres. Các thiết kế của Lempicka cũng bị ảnh hưởng bởi "những chiếc váy xuềnh xoàng bằng lụa và ren của những năm 30, 40,the thirties and forties and their lace and silk negligee dresses, nghệ thuật Barôc thế kỉ 18 với những bà hầu tước ưa chải chuốt cầu kỳ".
Chữ ký với biểu tượng lá cây thường xuân bắt nguồn từ sự yêu thích thiên nhiên và truyện thần tiên của bà.

### Thời trang và các đối tác
Lolita bắt đầu sự nghiệp với vai trò nhà thiết kế độc lập. Năm 1983, ở tuổi 29, bà giới thiệu bộ sưu tập đầu tiên với sự hỗ trợ của chồng.
Năm 1984, bà mở cửa hàng Lolita Lempicka đầu tiên ở quận Marais của Paris. Cùng năm đó, bà tổ chức buổi trình diễn thời trang đầu tiên ở Tokyo, Nhật Bản.
Năm 1985, Lempicka tổ chức buổi trình diễn thời trang đầu tiên ở Paris.
Năm 1986, bà cho ra mắt bộ sưu tập "Lolita Bis" dành cho phụ nữ trẻ.
Từ 1987 đến 1990, bà là giám đốc nghệ thuật tại Cacharel phụ trách các dòng sản phẩm cho phụ nữ và trẻ em. Năm 1987, bà bắt đầu quan hệ đối tác lâu dài với tập đoàn Onward Kashiyama Nhật Bản với chứng nhận đứng đầu về phụ kiện và quần áo thời trang (đồ da, kính mát, giày, trang sức, đồ lót).
Năm 1990, bà thành lập công ty thời trang của riêng mình ở một ngôi nhà trên đại lộ Marceau của Paris. Trong suốt những năm 1990, bà đã thiết kế những bộ sưu tập đặc biệt cho La Redoute, Trois Suisses hay Monoprix.
Năm 1994, Lolita Lempicka thiết kế bộ sưu tập dành cho những cô dâu tương lai và mở 1 của hàng khác ở quận Marais chuyên về váy cưới.
Năm 1996, Lolita Lempicka thành lập LSD (Lolita Studio Design), chuỗi thời trang capsule và giá cả phải chăng. Năm đó, con gái cả Elisa Melodie gia nhập công ty và bắt đầu cộng tác tích cực trong việc thiết kế các bộ sưu tập mới.
Năm 1997 chứng kiến sự ra đời thương hiệu nước hoa đầu tiên của Lempicka, "Lolita Lempicka", lấy cảm hứng từ truyện cổ tích trong thời thơ ấu.
Đầu những năm 2000, Pedro Winter, nhà sản xuất âm nhạc người Paris của Daft Punk and DJ, phụ trách âm nhạc cho các buổi trình diễn thời trang của bà.
Năm 2003, sau khi học về nghệ thuật và thời trang, hai con gái sinh đôi Lauren Leslie và Paulina Leonor tham gia vào công việc kinh doanh của gia đình.
Năm 2004, Lolita Lempicka kỉ niệm 20 năm sự nghiệp sáng tạo. Nhân dịp này, bà xuất bản cuốn sách kỉ niệm 20 năm thiết kế (« Lolita Lempicka: Il était une fois 20 ans de création"). Năm đó, Lolita Lempicka gắn liền tên mình với một chiếc ô tô cao cấp: Nissan Micra "Lolita Lempicka ». Quan hệ đối tác liên tục được nâng cấp với 3 phiên bản, gồm 1 chiếc convertible (xe có khả năng biến đổi ở phần mui, có hai loại có mui mềm hoặc mui cứng nhưng có khả năng xếp lại) được tạo ra từ đó.
Năm 2006, bà tiếp tục quan hệ đối tác với La Redoute trong một bộ sưu tập capsule (bộ sưu tập các phụ kiện từ 6 đến 12 món từ đó có thể tạo khoảng tầm 20 diện mạo khác nhau tùy theo ý tưởng).
Năm 2007, tạo ra dòng sản phẩm đồ lót và quần áo thời trang cho Etam UK. Năm đó, Lempicka cũng hợp tác với Công ty Motor Nissan để chế tác ô tô Nissan Micra.
Năm 2008, bà cho ra mắt bộ sưu tập khác gồm 1 váy cưới cho Trois Suisses. Năm này cũng là năm đầu tiên Lempicka thiết kế một chiếc điện thoại di động Samsung.
Năm 2009, mở rộng quan hệ đối tác với nhà sản xuất va li Delsey nhà chế tạo sản phẩm hữu cơ Bonneterre (trà, bánh quy, sô cô la) với Les Gourmandises de Lolita Lempicka.
Năm 2011 cho ra đời chiếc điện thoại thứ hai được thiết kế cho Samsung.
Năm 2012, bà thiết kế một bộ sưu tập (quần áo thời trang và phụ kiện) cho thương hiệu hữu cơ và đạo đức Ekyog.

### Nước hoa Lolita Lempicka
Tháng 9 năm 2012, Elle Fanning được chọn làm gương mặt đại diện mới của Lolita Lempicka cho dòng sản phẩm "Le Premier Parfum". Cô làm ngôi sao chính cho chiến dịch mới do Yoann Lemoine thực hiện cùng với Woodkid.

## Giải thưởng
Năm 1990 bà nhận được sự hưởng ứng cho một bộ sưu tập được trình diễn trong một khoảng sân của bảo tàng Louvre.
Năm 2002, Lolita Lempicka trở thành một quân đoàn danh dự.

## Biện hộ
Năm 2014, Lempica xuất hiện trên chuyên mục La Nouvelle Edition trên kênh truyền hình Canal+ để bàn luận về sự phản đối của bà với việc vận chuyển những con khỉ của hãng hàng không Air France tới các phòng thí nghiệm mà bà gọi là "cơn ác mộng thức tỉnh" các loài động vật. Trong một bức thư tới Air France, bà viết rằng bà đã chỉ đạo các nhân viên tẩy chay hãng hàng không.